# Astalione cruciaria
Astalione cruciaria är en kräftdjursart som beskrevs av Clements Robert Markham 1975. Astalione cruciaria ingår i släktet Astalione och familjen Bopyridae. Inga underarter finns listade i Catalogue of Life.